# Wereldkampioenschappen boogschieten 1955
De Wereldkampioenschappen boogschieten 1955 waren door de Fédération Internationale de Tir à l'Arc (FITA) georganiseerde kampioenschappen voor boogschutters. De 17e editie van de wereldkampioenschappen vond plaats in het Finse Helsinki van 19 tot en met 22 juli 1955. 

## Resultaten

### Individueel
|        | Heren          | Dames                |
| ------ | -------------- | -------------------- |
| Goud   | Nils Andersson | Katarzyna Wiśniowska |
| Zilver | Robert Rhode   | Joyce Warner         |
| Brons  | Bertil Olsson  | Impi Hartikainen     |

### Team
|        | Heren                                       | Dames                                                 |
| ------ | ------------------------------------------- | ----------------------------------------------------- |
| Goud   | Nils Andersson Bertil Olsson Bror Lundgren  | Joyce Warner Winifred Simpson Patricia Flower         |
| Zilver | Tapio Rautavaara Yrjö Pelli Heikki Taipale  | Impi Hartikainen Ilta-Meri Santaoja Daggie Hellen     |
| Brons  | André Duval Paul Prieels Jean Van den Bosch | Katarzyna Wiśniowska Maria Cugowska Janina Spychajowa |

### Medaillespiegel
| Plaats | Land                | Goud | Zilver | Brons | Totaal |
| 1      | Zweden              | 2    | 0      | 1     | 3      |
| 2      | Verenigd Koninkrijk | 1    | 1      | 0     | 2      |
| 3      | Polen               | 1    | 0      | 1     | 2      |
| 4      | Finland             | 0    | 2      | 1     | 3      |
| 5      | Verenigde Staten    | 0    | 1      | 0     | 1      |
| 6      | België              | 0    | 0      | 1     | 1      |
| Totaal | Totaal              | 4    | 4      | 4     | 12     |

1931 ·
1932 ·
1933 ·
1934 ·
1935 ·
1936 ·
1937 ·
1938 ·
1939 ·
1946 ·
1947 ·
1948 ·
1949 ·
1950 ·
1952 ·
1953 ·
1955 ·
1957 ·
1958 ·
1959 ·
1961 ·
1963 ·
1965 ·
1967 ·
1969 ·
1971 ·
1973 ·
1975 ·
1977 ·
1979 ·
1981 ·
1983 ·
1985 ·
1987 ·
1989 ·
1991 ·
1993 ·
1995 ·
1997 ·
1999 ·
2001 ·
2003 ·
2005 ·
2007 ·
2009 ·
2011 ·
2013 ·
2015 ·
2017 ·
2019 ·
2021 ·
2023 ·